# Central Pacolet
Central Pacolet est une ville située dans le comté de Spartanburg, dans l’État de Caroline du Sud, aux États-Unis. Lors du recensement de 2020, elle comptait 209 habitants.